# Бабусин онук
«Бабусин онук» (рос. «Бабушкин внук») — радянський художній фільм 1979 року, знятий на кіностудії «Ленфільм».

## Сюжет
Батько Давида військовий, коли приходить призначення на нове місце служби — вони всією родиною переїжджають через всю країну, в нове місто, до нових сусідів. Бабуся розумна і досвідчена жінка, вона знайомиться з сусідами, вона вміє зберегти мир в сім'ї, а ось Давид дуже боїться йти в школу, він не знає як йому зустрітися з хлопцями, які усі давно знайомі, а він серед них один новачок. Звичайно ж бабуся допомагає онукові подолати нерішучість.
Познайомившись з однокласницею Світланою, Давид дізнається її таємницю, яку майже мимо волі вибовкує, щоб зміцнити себе в компанії. Умисно чи ні, але це зрада, і що тепер робити — неясно…

## У ролях
- Армен Джигарханян —  Геворк Аршакович Калошян, тато Давида
- Ніна Тер-Осіпян —  бабуся Марго
- Грачья Мхітарян —  Давид Калошян
- Віолетта Геворкян —  Асмік
- Гоаріна Хачикян —  Джульєтта
- Борис Бірман —  Льоня
- Микола Волков —  Борис Васильович, вчитель фізики
- Валерій Дегтяр —  наречений Джульєтти
- Юхим Каменецький —  Костянтин Миколайович, батько «Олешки»
- Марина Трегубович —  Марина
- Наталя Четверикова —  Ніна Іванівна, класний керівник
- Олег Хроменков —  «Бармалей»
- Марина Юрасова —  сусідка
- Марина Бугакова —  Оля
- Любов Малиновська —  Алевтина
- Надія Шульженко —  Світланка Альошкіна
- Саша Гроховський —  Зайчиков
- Володимир Шевельков —  епізод
- Сергій Піжель —  епізод

## Знімальна група
- Сценарій: Едуард Акопов
- Режисер:  Адольф Бергункер
- Оператор:  Олег Куховаренко
- Композитор:  Владислав Кладницький
- Художник:  Ігор Вускович